# Bosenská krajina

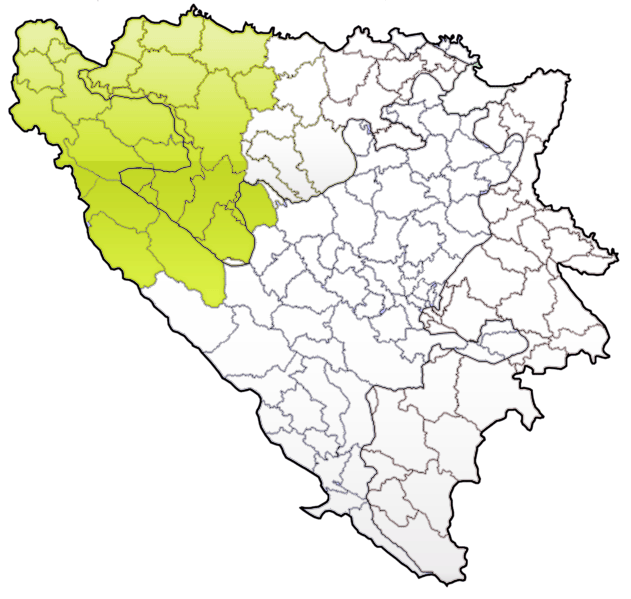
Bosenská krajina na mapě BiH

Bosenská krajina (bosensky a chorvatsky Bosanska krajina, srbsky Босанска крајина) je historický region severní a západní Bosny.
Naproti němu, přes řeku Sávu se nacházela dříve tzv. Vojenská hranice (Vojenská krajina). Zatímco první uvedená oblast byla pohraničím (zemí u kraje) Habsburské monarchie, Bosenská krajina představovala pohraničí Osmanské říše. I do této oblasti tak byli zváni pravoslavní (srbští) kolonisté, kteří zde vykonávali vojenskou službu, byla zde budována opevnění (např. pevnost v Banja Luce).
Kvůli faktu, že značná část této oblasti byla před expanzí Osmanské říše na Balkán součástí Chorvatského království, používal se pro ní až do poloviny 19. století název Turecké Chorvatsko (chorvatsky Turska Hrvatska). Tento název byl nahrazen současným, vzhledem k nespokojenosti převážně srbského obyvatelstva v druhé polovině 19. století.[zdroj?]

## Historie

### Středověk
V 6. století byla dnešní severozápadní Bosna součástí římské provincie Dalmácie. Spadala pod jurisdikci Východořímské říše. Krátce poté vpadli do Dalmácie eurasijští Avaři a jejich slovanští poddaní ze střední a východní Evropy a usadili se na území dnešní Bosny a Hercegoviny. V 7. století zde Srbové a Chorvati vytvořili knížectví, která byla zpočátku pod nadvládou Východořímské říše. Oblast byla v raném středověku součástí Chorvatského knížectví, které se později stalo součástí Chorvatského království pod vládou Tomislava I.
Archeologické nálezy ukazují, že středověké hřbitovy v severozápadní Bosně jasně naznačují, že od první poloviny 10. století byla tato oblast pod politickou kontrolou Tomislava I. Severní části těchto území byly ovládány Slavonským banátem (farnosti Sana, Vrbas a Dubica, zatímco Dolní Pounje bylo součástí farnosti Záhřeb) jako dolní Slavonie, kde farnost Sana sloužila jako sídlo rodu Babonićů a později rodu Blagajů. Jižní část tvořily farnosti Pset a Pliva. Ve 13. a 14. století se v dnešní jižní Bosenské Krajině rozvinula oblast zvaná Donji Kraji (farnost Pliva), která byla poprvé zmíněna jako majetek Bosenské diecéze a byla nárokována Bosenským banátem.
Na konci 14. století se Osmanská říše významně rozšířila do západního Balkánu v sérii válek a turecké vpády nakonec učinily tuto oblast osmanskou pohraniční zónou. Město Jajce padlo do rukou Osmanských Turků v roce 1463, což znamenalo pád Bosenského království, i když bylo později dočasně dobyto zpět a organizováno jako obranný Banát Jajce. Bitva na Krbavském poli v roce 1493 účinně ukončila dlouhodobou nadvládu Uherského království nad celou oblastí a omezila ji na opevněná města. Když Jajce znovu padlo v roce 1528, osmanská vláda trvala téměř až do konce 19. století.
Koncem 15. století místní chorvatský šlechtic (knez) Juraj Mikuličić postavil pevnost ve vesnici Bužim poblíž Bihaće, obávaje se postupující osmanské armády. Mikuličić zemřel v roce 1495, ale pevnost Bužim se dostala pod osmanskou kontrolu až v roce 1576. Bosenská Krajina byla poslední oblastí Bosny, která padla do rukou Osmanské říše; posledním městem, které bylo dobyto, byl Bihać v roce 1592, což nakonec otevřelo cestu k islamizaci Bosny a Hercegoviny.

### Osmanské období
Po rozhodující bitvě u Moháče v roce 1526 a volbě v Cetinu v roce 1527 se Chorvatsko stalo součástí rakouské Habsburské říše. Osmanská říše v roce 1580 formálně založila Bosenský ejálet. Chorvatské země byly obecně redukovány na zlomek své původní rozlohy a pouze nejzápadnější části dnešní Bosenské Krajiny se nadále bránily osmanské nadvládě. Přesto osmanské armády raději postupovaly na severozápad přes snadněji průchodný terén, například podél řeky Dunaj – například Vídeň byla poprvé obležena v roce 1529 poté, co armáda prošla Osijekem, Moháčem a Budínem. Přirozené překážky v oblasti, jako řeky Sáva, Vrbas, Una a Sana, stejně jako hory Plješevica, Šator, Klekovača, Raduša, Grmeč, Kozara a Vlašić, činily tuto oblast obtížně průchozí.
Osmanské vpády pokračovaly dále na sever, a proto Karel Štýrský v roce 1579 založil nové opevněné město Karlovac. V roce 1580 Osmané reagovali vyhlášením Bosenského pašalíku, který sjednotil všechny sandžaky, včetně území v dnešním Chorvatsku. Kvůli válkám a změnám hranic se katoličtí Chorvati přesouvali na sever a byli nahrazováni pravoslavnými Srby.
Pevnost Bužim, která byla pod osmanskou kontrolou od roku 1576, byla úspěšně bráněna Osmany v několika bitvách (1685, 1686, 1688, 1737) a byla několikrát modernizována (1626, 1834). Bihać, který vydržel déle než Bužim, byl svobodným královským městem a kdysi i hlavním městem Chorvatského království. V roce 1592 jej však osmanská armáda o síle asi 20 000 mužů pod vedením vezíra Hasana Predojeviće napadla a dobyla.
Když Osmanská říše prohrála velkou tureckou válku (1683–1690) s Habsburskou monarchií a jejími spojenci a v roce 1699 na základě Karlovického míru postoupila Slavonii a Uhry Rakousku, severní a západní hranice Bosenského sandžaku (zhruba odpovídající dnešním hranicím Federace Bosny a Hercegoviny) se staly trvalou hranicí mezi rakouskou a osmanskou říší.

### 19. století
V polovině roku 1858 vypuklo v oblasti povstání známé jako Pecijova první vzpoura, které bylo reakcí na osmanský tlak proti místním Srbům. Bylo potlačeno do prosince. Bosenská Krajina se stejně jako zbytek Bosny a Hercegoviny podílela na povstání v Hercegovině proti Osmanské říši (1875–1878).

### Druhá světová válka

Památník revoluci, věnovaný obětem Kozarské ofenzívy a jejím následkům

Během druhé světové války byla Bosenská Krajina známá silným odporem proti fašistickému režimu Nezávislého státu Chorvatsko. Místní srbské obyvatelstvo bylo cílem genocidy Srbů v Nezávislém státě Chorvatsko, kterou prováděly chorvatské a bosňácké jednotky režimu. Tento konflikt předznamenal budoucí etnické střety na konci 20. století. Protifašistické jugoslávské partyzánské hnutí v Bosenské Krajině bylo etnicky rozmanitější než v jakékoli jiné části bývalé Jugoslávie během druhé světové války. V zimě 1942–1943 jugoslávští partyzáni založili v Bosenské Krajině Bihaćskou republiku. Krátce nato se oblast stala dějištěm historických dohod v Jajce a Mrkonjić Gradu v roce 1943, které vedly k ustanovení Republiky Bosna a Hercegovina v jejích současných hranicích a vytvoření Socialistické federativní republiky Jugoslávie.

### Válka v Bosně a Hercegovině
|                    | 1991    | 1994    |
| ------------------ | ------- | ------- |
| Srbové             | 625 000 | 875 000 |
| Bosňácí a Chorvati | 550 000 | 50 000  |

Během války v Bosně a Hercegovině (1992–1995) byla Bosenská Krajina rozdělena mezi Republiku srbskou, Republiku Bosna a Hercegovina a Autonomní provincii Západní Bosna. Srbská entita SAO Bosenská Krajina byla ustanovena v létě 1991. V regionu se nacházely koncentrační tábory, včetně Manjači a Omarsky, kde byli Bosňáci vězněni, mučeni, znásilňováni a zabíjeni.
Za poslední dva roky byli ne-Srbové v oblasti Bosenské Krajiny „očištěni“ prostřednictvím systematického pronásledování, které zahrnovalo mučení, vraždy, znásilňování, bití, obtěžování, právní diskriminaci, zastrašování, vyhánění z domovů, konfiskaci majetku, bombardování podniků, propouštění ze zaměstnání, zákaz všech písem kromě cyrilice ve veřejných institucích a ničení kulturních objektů, jako jsou mešity a katolické kostely

— Zpráva Human Rights Watch, 1994

## Obyvatelstvo
Obyvatelstvo je koncentrováno především v severní části regionu, a to ve velkých městech, kterými jsou Banja Luka, Prijedor, či Bihać. Severní pás podél chorvatských hranic má hustotu osídlení až 100 obyv./km2, oblasti jižní pak pouhých 5-10 obyv./km2
V současné době je oblast Bosenské krajiny rozdělena (východní část patří Republice srbské, západní část Federaci Bosny a Hercegoviny). Obyvatelstvo je smíšené; v západní části (tzv. Cazinské krajině je především bosňácké, ve východní (oblast od Prijedoru až po Banja Luku převážně srbské). Řídce osídlená jižní část tzv. krasových polí (okolí Bosanskog Petrovca a Drvaru je převážně osídleno rovněž Srby).

## Ekonomika
Oblast Bosenské krajiny patřila vždy k velmi nerozvinutým a chudým oblastem jak v rámci Bosny a Hercegoviny, tak i Jugoslávie. Obyvatelstvo se vždy sestěhovávalo do větších měst a průmyslových center (velká část ekonomické aktivity Bosny a Hercegoviny se odehrávala v údolí řeka Bosny. Špatné hospodářské poměry vždy vedly k nespokojenosti obyvatelstva. V roce 1950 došlo k vzpouře proti kolektivizaci zemědělství, ve kterém byla zaměstnána naprostá většina obyvatel. Lepší podmínky pro některé části tohoto regionu přinesl až rozvoj podniku Agrokomerc, který však byl pouze dočasný, neboť v druhé polovině 80. let vyplynul na povrch skandál ohledně financování podniku.
V současné době se průmysl v regionu Bosenské krajiny soustředí především na zpracování dřeva, potravinářství a textil.

## Galerie a města

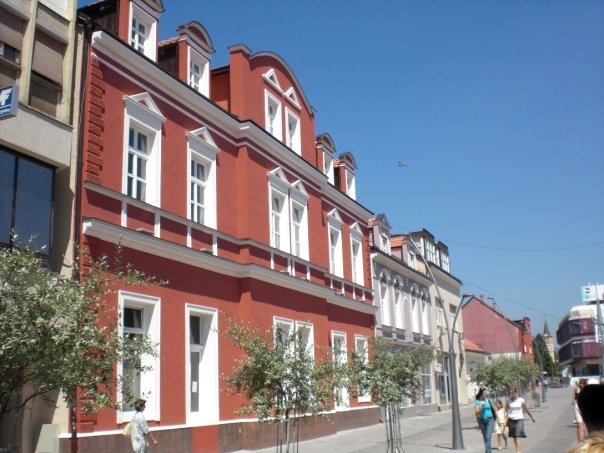
Prijedor
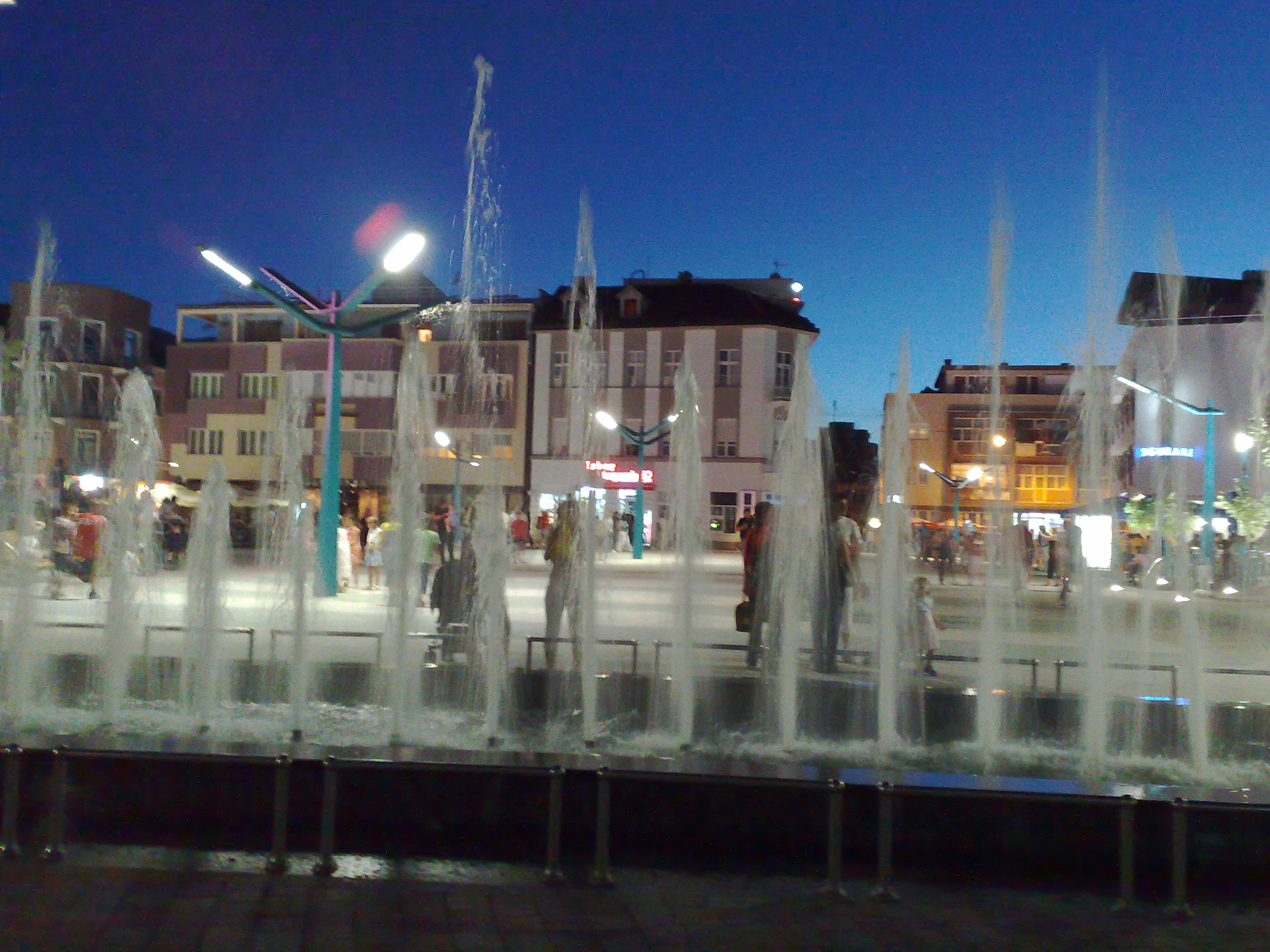
Bihać
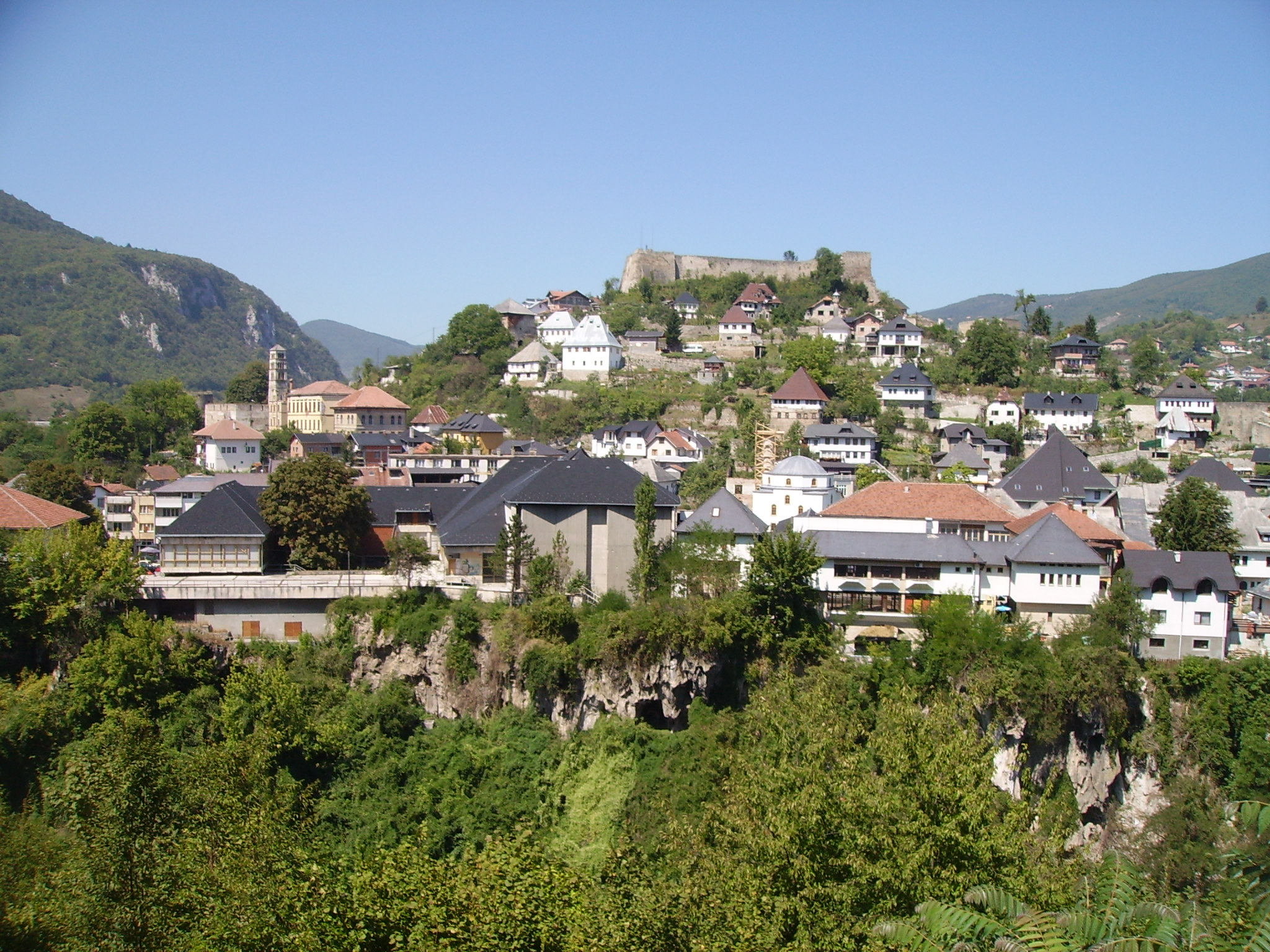
Jajce
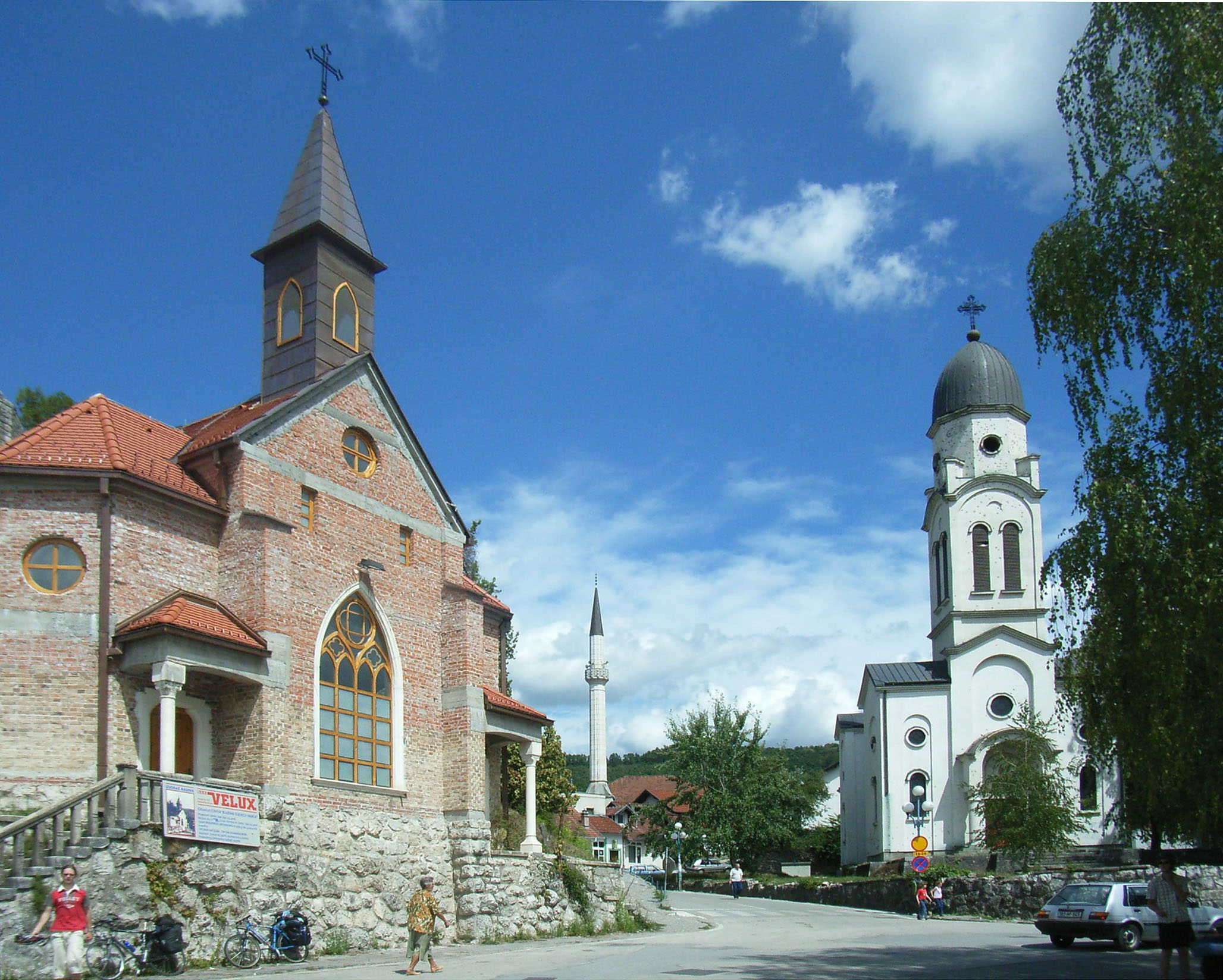
Bosanska Krupa
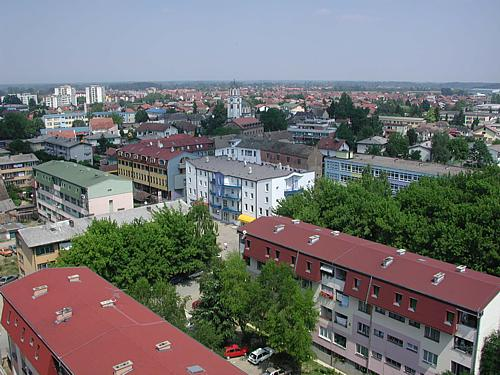
Bosanska Gradiška
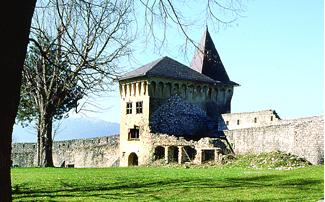
Ostrožac
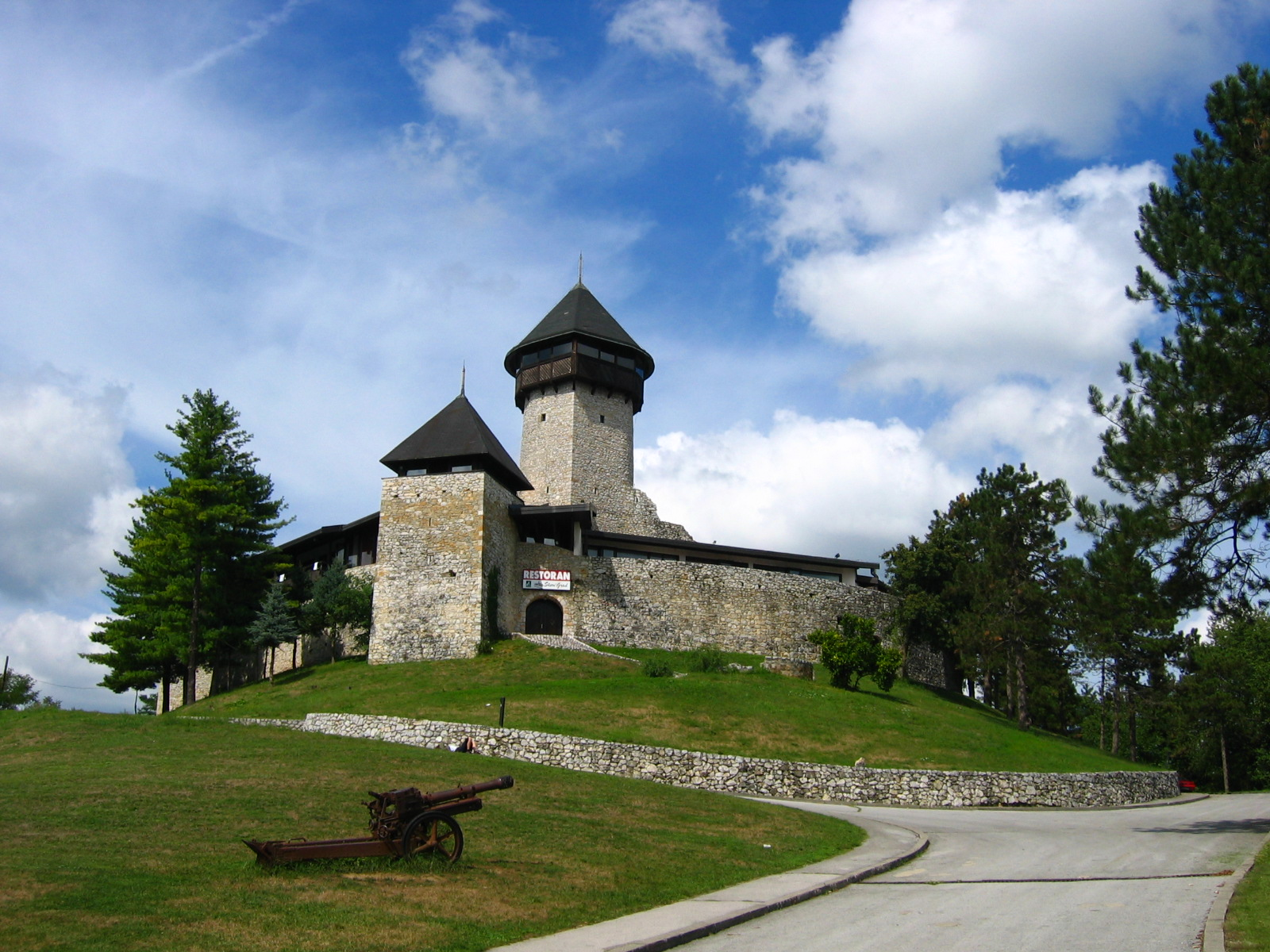
Velika Kladuša
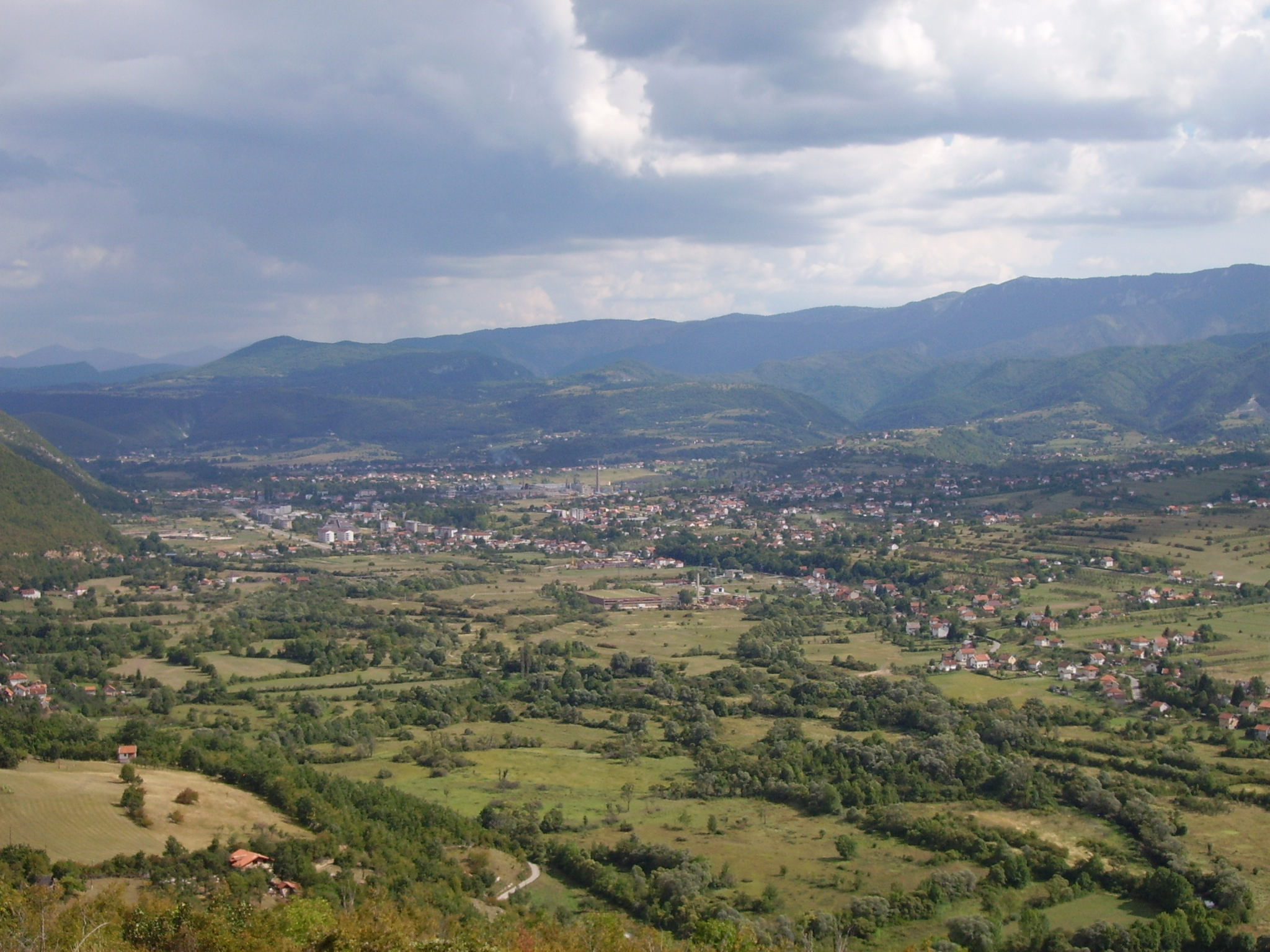
Drvar
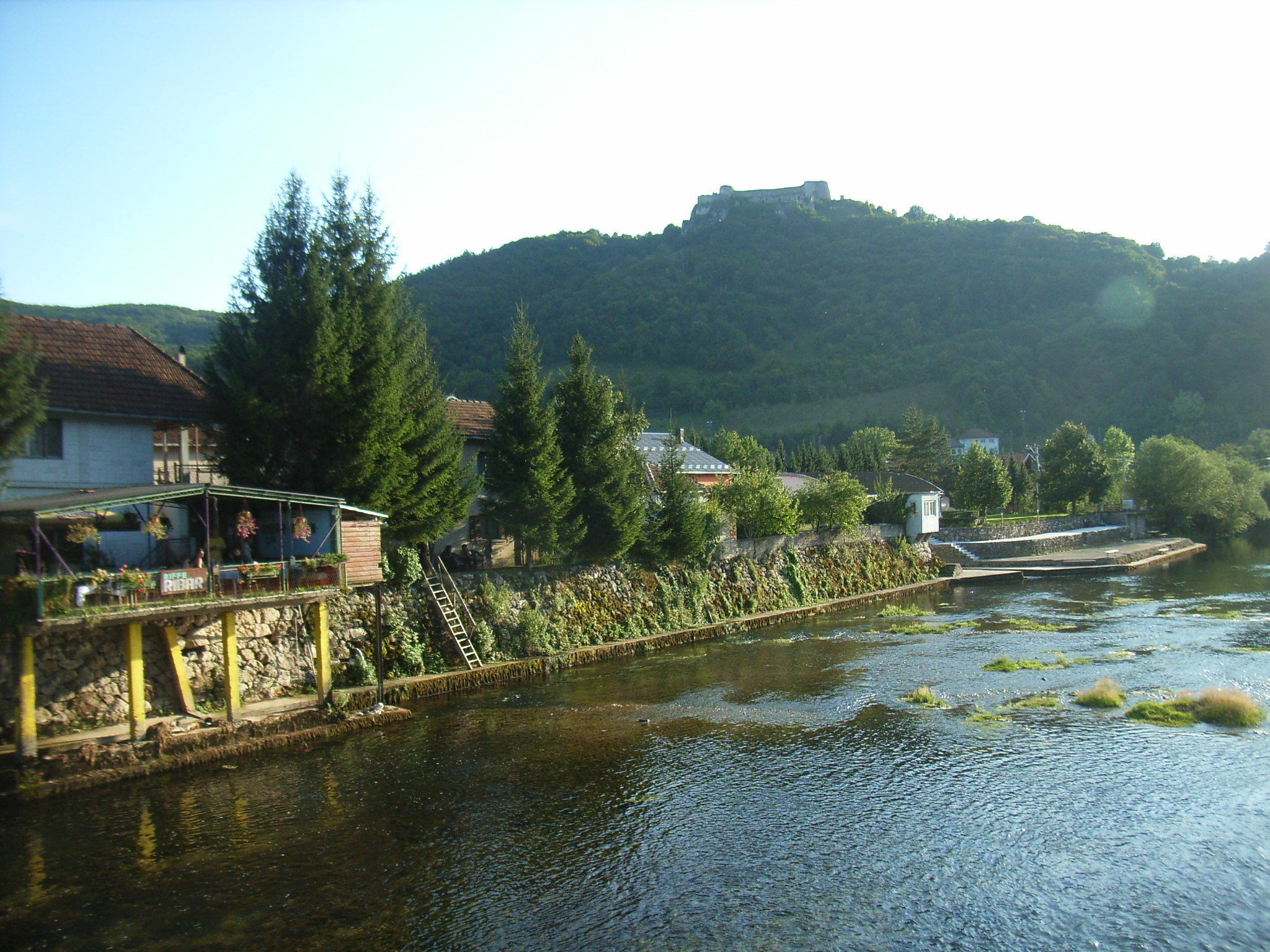
Kulen Vakuf